# Good-bye days
「Good-bye days」（グッド・バイ・デイズ）は、日本のシンガーソングライター・YUIの別名義・YUI for 雨音薫のメジャー5作目（通算6作目）のシングル。

## 概要
- 前作「TOKYO」から約5か月ぶりのシングル。
- 今作のみYUI for 雨音薫名義で発売された[注 1]。
- サウンドプロデュースも近藤ひさしが務めるようになった[注 2]。
- 表題曲は自身主演の映画『タイヨウのうた』の主題歌に、カップリング2曲は同映画の挿入歌に起用された。映画主題歌を手掛けるのは「Tomorrow's way」以来3作ぶり、2度目となった。
- カップリング曲に既発シングルの弾き語りアコースティックバージョンが収録されないのは「feel my soul」以来4作ぶりとなった。
- 後に6% is MINEがカバーし、アルバム『DRAMATIC PUNK-MOVIE』に、城南海がカバーし、アルバム『Reflections』にそれぞれ収録された。
- オリコンチャート初登場3位を獲得。シングル・アルバム通じて初のトップ3入りを果たした[1]。

## 収録曲
| 全作曲: YUI。 |                                    |      |            |                        |      |
| #             | タイトル                           | 作詞 | 作曲・編曲 | 編曲                   | 時間 |
| 1.            | 「Good-bye days」                  | YUI  | YUI        | Akihisa Matzura        | 4:36 |
| 2.            | 「Skyline」                        | YUI  | YUI        | Akihisa Matzura        | 3:52 |
| 3.            | 「It's happy line」                | YUI  | YUI        | Hideyuki DAICHI Suzuki | 3:22 |
| 4.            | 「Good-bye days 〜Instrumental〜」 |      | YUI        | Akihisa Matzura        | 4:36 |

### 解説
1. Good-bye days
映画のために書き下ろされた楽曲。制作は映画の撮影前に台本を読みながら作り、歌詞は雨音薫の気持ちを込めたかったので撮影が始まってから同時進行で書かれ、レコーディングは撮影の最後に行うことで雨音薫の気持ちが強くなった状態で歌ったという。YUI曰く「小説のように読んで浮かんだ映像や世界観、空気感をメロディにした。一連の行程を経て完成したこの楽曲は『雨音薫が歌っている』と思えた。」と語っている[2][3]。
2. Skyline
映画の撮影中に「横浜でのストリートライブのシーンで歌うアップテンポな曲」というオーダーに沿って制作された楽曲。制作当初は開放的なコードによるピアノのイントロで始まるように作られており、それから制作過程を経て最終的に明るい曲になったという。歌詞は「頭の中で考えるだけでなく行動しよう」という雨音薫の気持ちを込めて書かれた[2]。
3. It's happy line
インディーズ1stシングルの表題曲。
映画の制作陣の意図で挿入歌に使用されたため改めて収録された[2]。
4. Good-bye days 〜Instrumental〜
表題曲のインストゥルメンタルバージョン。

## 参加ミュージシャン
- YUI：Vocal & Chorus (#1〜3)、Guitar (#2,3)

Support Musician
- 松浦晃久：Guitar (#1,2,4)、Hammond Organ & Programming (#2)
- 鈴木Daichi秀行：Guitar & Programming & Bass (#3)
- 今剛：Guitar (#2)
- 美久月千晴：Bass (#1,2,4)
- あらきゆうこ：Drums (#1,4)
- アーミン・タケシ・リンツビヒラ：Drums (#2)
- そうる透：Drums (#3)
- 三沢またろう：Percussion (#2)
- 小池弘之ストリングス：Strings (#1,4)

## タイアップ
- 松竹配給映画『タイヨウのうた』主題歌 (#1)
- 松竹配給映画『タイヨウのうた』挿入歌 (#2,3)

## 収録アルバム
- CAN'T BUY MY LOVE (#1)
- MY SHORT STORIES (#2,3)
- SHE LOVES YOU (#1)
- GREEN GARDEN POP (#1)
- J-MOVIE SONGS (#1)
- DRAMATIC PUNK-MOVIE (#1)
- オールスター・ムービー・ヒッツ (#1)
- ラブとポップ　～好きだった人を思い出す歌がある～　mixed by DJ和 (#1)
- Reflections (#1)
- Love Story ～グッバイ・デイズ～ (#1)